# Mark Docherty (homme politique)
Pour les articles homonymes, voir Mark Docherty et Docherty.
Mark Docherty est un homme politique canadien en Saskatchewan. Il est député provincial du Parti saskatchewanais pour la circonscription de 2011 jusqu'à sa démission en 2023. Il est aussi président de l'Assemblée législative de la Saskatchewan de 2018 à 2020.
Il est ministre dans le cabinet du premier ministre Brad Wall à titre de ministre des Parcs, Culture et du Sport de 2014 à 2016,.

## Biographie

### Premières années
Né à Regina, Docherty obtient un diplôme en science et justice humaine et une maîtrise en travail social de l'Université de Regina. Il travaille ensuite comme intervenant dans des centres pour jeunes en difficulté. Docherty est atteint de sclérose en plaques,.

### Carrière politique
Lors des élections générales de 2011, il est élu à l'Assemblée législative de la Saskatchewan sous la barrière du Parti saskatchewanais. Il représente la circonscription électorale du Regina Coronation Park.
En 2018, Dorcherty donne son soutien à Gordon Wyant lors de la course à la direction du Parti saskatchewanais (en). Wyant sera éliminé au troisième tour du scrutin qui sera remporté par Scott Moe.
Le 12 mars 2018, il devient président de l'Assemblée législative de la Saskatchewan à la suite de la démission de Corey Tochor. Désirant conserver son porte à la suite de l'élection générale de 2020, il est défait par Randy Weekes.
Docherty annonce son intention de démissionner en février 2023. Critique des orientations du Parti Saskatchewanais, il annonce, avec son ancien collègue député Glen Hart, soutenir la candidature de la cheffe néo-démocrate Carla Beck pour l'élection générale de 2024,.